# Manettia zimapanica
Manettia zimapanica là một loài thực vật có hoa trong họ Thiến thảo. Loài này được Hemsl. mô tả khoa học đầu tiên năm 1879.